# Platt Adams
Platt Adams (Estados Unidos, 23 de marzo de 1885-26 de febrero de 1961) fue un atleta estadounidense, especialista en la prueba de salto de altura en parada en la que llegó a ser campeón olímpico en 1912.

## Carrera deportiva
En los JJ. OO. de Estocolmo 1912 ganó la medalla de oro en el salto de altura en parada, saltando por encima de 1.63 metros, superando a su compatriota Benjamin Adams (plata con 1.60 metros) y al griego Konstantin Tsiklitiras (bronce con 1.55 m). También ganó la medalla de plata en el salto de longitud en parada, llegando hasta los 3.36 metros, siendo superado por el griego Konstantin Tsiklitiras (oro con 3.37 m) y por delante de su compatriota Benjamin Adams (bronce con 3.28 metros).